# Фирсово (платформа)
Фирсово — железнодорожная станция Сахалинского региона Дальневосточной железной дороги. Названа по одноимённому селу.

## История
Станция открыта в 1926 году в составе пускового участка Долинск — Макаров.
Современное название дано 1 февраля 1946 года.

## Деятельность
На станции останавливаются пассажирские поезда, курсирующие по маршруту Южно-Сахалинск — Тымовск и дизельный экспресс Южно-Сахалинск — Томари. Скорый поезд № 001/002 сообщением Южно-Сахалинск — Ноглики не останавливается на станции.
Грузовые операции по параграфу не предусмотрены.

## Изображения
- В сторону Южно-Сахалинска
- В сторону Ногликов